# Protaetia conspersa
Protaetia conspersa är en skalbaggsart som beskrevs av Oliver Erichson Janson 1877. Protaetia conspersa ingår i släktet Protaetia och familjen Cetoniidae. Inga underarter finns listade i Catalogue of Life.